# 켈란 시먼스
셜랜 시먼스(Chelan Simmons, 영어 발음: /ʃəˈlæn/, 1982년 10월 29일 ~ )는 캐나다의 배우, 전 모델이다.

## 출연 작품
- 웨딩 플레너 미스테리 (2014)
- 씨 노 이블 2 (2014)
- 킬링 게임 (2013)
- 시듀스드 바이 라이 (2010)
- 터커 & 데일 Vs 이블 (2010)
- 퍼시 잭슨과 번개 도둑 (2010)
- 소로러티 워즈 (2009)
- 말리부 샤크 어택 (2009)
- 아이스 토네이도 (2009)
- 오거 (2008, Ogre)
- 크리스마스 별장 (2008)
- 윈드 칠 (2007)
- 굿 럭 척 (2007)
- 맨 인 트리 (2006)
- 케이브드 인 (2006)
- 존 터커 머스트 다이 (2006)
- 닥터 두리틀 3 (2006)
- 데스티네이션 3: 파이널 데스티네이션 (2006)
- 긴 주말 (2005)
- 추파카브라 테러 (2005)
- 가물치 테러 (2004)
- Ratz (2000)

### 텔레비전
- 카일 XY 시즌1 (2006)
- 싸이크 1 (2006)
- 스몰빌 (2001)